# Santana (futebolista)
Sebastião Rodrigues Sant'Anna, mais conhecido como Santana (Belém, 5 de junho  de 1906  – Belém, 1 de outubro de 1971), foi um futebolista brasileiro que jogava como ponta-esquerda.
Destacou-se sobretudo pelo Remo e pelo Vasco da Gama, os quais defendeu na década de 1920. No Remo, foi autor do gol mais rápido da história dos Re-Pa, abrindo antes do primeiro minuto de jogo vitória de 5-1 em clássico travado em 1922 válido pelo campeonato paraense daquele ano; no Vasco, terminou considerado como o primeiro brasileiro a marcar um gol olímpico.
Santana também realizou uma partida pela Seleção Brasileira, em 1930, sendo um dos raros paraenses a defendê-la.

## Carreira

### Remo e seleção paraense
Começou a jogar futebol em 1921, ainda em partidas escolares pelo Colégio Nossa Senhora do Carmo, onde estudava na sua cidade-natal de Belém.
Aos 17 anos de idade, passou a pratica-lo no Clube do Remo, inicialmente na equipe B, pelo qual disputou duas partidas antes de logo ser promovido ao time principal. Seus primeiros registros no clássico Re-Pa datam de 1922; o primeiro em que esteve ocorreu em 16 de agosto de 1922 pela "Taça Sacadura Cabral", programada em homenagem aos aviadores portugueses Sacadura Cabral e Gago Coutinho, que naquele ano realizaram a primeira travessia aérea do Atlântico Sul.
Aquele clássico terminou sem gols e o seguinte, válido pelo estadual, ocorreu em 15 de outubro. Nele, Santana abriu o placar antes do primeiro minuto, recorde que perdura até o século XXI na história do clássico. O Remo venceu por 5-1, com Pamplona, outro paraense que defenderia a Seleção Brasileira, marcando outros dois dos gols remistas.
Embora o rival seguisse sendo o campeão estadual seguidamente entre 1920 e 1923, Santana passou a ser convocado em 1923 pela Seleção Paraense, mesmo ainda sendo adolescente - sendo precisamente o mais jovem dela a integrar o elenco convocado ao Campeonato Brasileiro de Seleções Estaduais daquele ano. Nesse certame, marcou em 23 de setembro de 1923 o segundo gol de vitória dentro do Recife sobre a Seleção Pernambucana.
Em 1924, Santana mudou-se provisoriamente com a família ao Acre, ausentando-se da campanha azulina campeã paraense daquele ano. Regressado em 1925, tomou parte de novo título estadual do Remo - das dez partidas, esteve em oito, marcando nove gols, que incluíram hat trick em 8-1 sobre a equipe do Brasil Sport. Em 1925, também esteve com o Pará em novo Brasileiro de Seleções, em campanha semifinalista, encerrada somente diante da Seleção Paulista de Friedenreich.
No regresso da competição, em amistoso contra o Vasco da Gama, marcou o gol da vitória paraense por 3-2 no estádio de General Severiano. Em 1926, Santana foi novamente campeão paraense com o Remo; dois oito jogos, esteve em cinco, contribuindo com quatro gols,  inclusive em Re-Pa (em derrota de 2-1). Pela Seleção Paraense, novamente destacou-se no Brasileiro: o Pará foi terceiro colocado, com Santana tendo marcado na campanha duas vezes em um 5-1 no Maranhão e três no 7-0 no Amazonas.
O Paysandu voltou a ser campeão estadual em 1927, mas Santana seguiu presente na Seleção Paraense novamente "campeã" do Norte no Brasileiro de Seleções, o que incluiu gol em 12-2 sobre Alagoas, em 16 de outubro, no estádio de São Januário. Acabou sendo requisitado pelo Vasco da Gama para 1928.

### Vasco da Gama e Flamengo

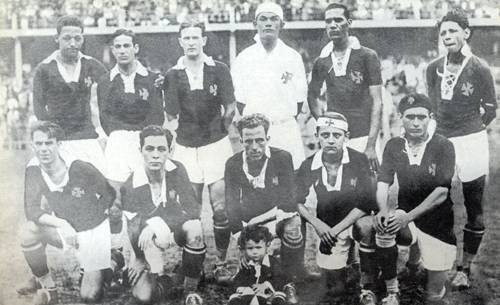
Vasco da Gama que venceu o Campeonato Carioca de 1929. Santana é o último agachado.

Santana entrou rapidamente para a história do Vasco da Gama. Em 31 de março de 1928, marcou o único gol do duelo noturno que se fez no Brasil, no amistoso de inauguração dos refletores do estádio de São Januário. A ocasião, contra o Montevideo Wanderers, também foi histórica pelo tento ter sido o primeiro gol olímpico do futebol brasileiro, inclusive difundindo-se entre os vascaínos que a própria expressão "gol olímpico" teria surgido a partir dali e não do lance pioneiro ocorrido ainda em 1924 entre as seleções da Argentina e do Uruguai. A respeito do lance, Santana declararia em 1929 que aquela foi sua maior emoção esportiva.
Destacando-se desde o início com os cruzmatinos, Santana logo estreou ainda em 1928 pela Seleção Carioca. Com ela, venceu o Campeonato Brasileiro de Seleções Estaduais, tornando-se assim um dos primeiros paraenses a ser campeão nacional de futebol. Curiosamente, ali jogou ao lado de Nilo Murtinho Braga, também paraense, cujo irmão Frederico "Fred" Murtinho havia sido colega de Santana no Remo. Santana tornou-se ali o primeiro egresso do futebol paraense a ser campeão nacional, visto que Nilo já se desempenhava no futebol carioca desde torneios infantis.
O título carioca com o Vasco veio em 1929, com Santana integrando um ataque capaz de fazer 60 gols em 23 jogos. Nos anos seguintes, Santana deixou gols nas maiores goleadas do clube nos clássicos com o Fluminense e clássicos com o Flamengo, respectivamente o 6-0 em dezembro de 1930 e o 7-0 em março de 1931. Em 1933, passaria brevemente pelo próprio Flamengo, disputando três partidas do estadual da AMEA e um amistoso. Nas quatro partidas, ocorridas entre março e abril, somou sete gols.
Após parar de jogar, Santana voltou a Belém. Em 1953, o Vasco visitou a cidade como convidado às festividades dos 50 anos da Tuna Luso, aproveitando a ocasião para prestar homenagem solene a Santana.  Ele faleceu nove anos depois, sendo sepultado em um dos cemitérios da Ilha de Mosqueiro.

### Seleção

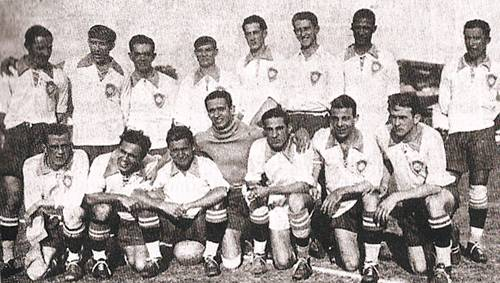
Seleção Brasileira em 1930 com Santana, o último em pé. O quarto em pé, curiosamente, também era paraense - Nilo Murtinho Braga.

Santana disputou uma partida pelo Brasil, em 10 de agosto de 1930, já após a Copa do Mundo daquele ano. Foi em amistoso ocorrido no estádio das Laranjeiras contra a Iugoslávia. Entrou em campo no decorrer da vitória brasileira de 4-1, substituindo Teóphilo.
Sua ausência do Mundial, bem como de outros componentes do ataque do Vasco da Gama recém-campeão (em 24 de novembro) do campeonato carioca de 1929, chegou a ser questionada, especialmente pelo fato de desentendimentos entre a Confederação Brasileira de Desportos (comandada por cariocas) e a Associação Paulista de Esportes Atléticos (que desejava ver-se representada no comando técnico da Seleção) se desdobrar na convocação somente de futebolistas inscritos de equipes da cidade do Rio de Janeiro ou estado de mesmo nome.
Ainda assim, houve preferência à convocação de jogadores de Botafogo e Fluminense, supostamente melhor tratados por atuarem em clubes vistos como "aristocráticos". Destes dois clubes haviam inclusive três nativos do Pará: além de Nilo Murtinho, o também botafoguense Pamplona, bem como Ivan Mariz, tricolor, embora este só viesse a jogar em 1932.
Do ataque vascaíno campeão em 1929 com 60 gols em 23 jogos, somente Russinho terminou convocado ao Mundial, e ainda assim foi subutilizado no torneio; isso fez com que até mesmo a imprensa paulista, cuja tendência foi de torcer implícita ou abertamente contra o Brasil, concluir de antemão que "o selecionado da CBD não representava nem o máximo do valor do futebol carioca" - em texto assinado por Thomaz Mazzoni. Quando enfim jogou pelo Brasil, Santana pôde atuar ao lado de Nilo.

## Títulos
Remo
- Campeonato Paraense: 1926

Vasco da Gama
- Campeonato Carioca: 1929
- Torneio Início do Rio de Janeiro: 1929, 1930, 1931 e 1932
- Copa Myrurgia (Espanha): 1931

Seleção Paraense
- Etapa Norte do Campeonato Brasileiro de Seleções Estaduais: 1925, 1926, 1927

Seleção Carioca
Campeonato Brasileiro de Seleções Estaduais: 1928